# Dinarmus vagabundus
Dinarmus vagabundus är en stekelart som först beskrevs av Timberlake 1926.  Dinarmus vagabundus ingår i släktet Dinarmus och familjen puppglanssteklar. Inga underarter finns listade i Catalogue of Life.